# Coffea abbayesii
Coffea abbayesii é uma espécie de floração ameaçada da família Rubiaceae. É endémico de Madagáscar. Foi descrito por Jean-François Leroy, em 1961.

## Gama e habitat
Coffea abbayesii é nativa do Parque Nacional Andohahela e de alguns outros locais próximos no sudeste de Madagascar. É nativo da floresta de várzea perene úmida. Também foi encontrado em florestas degradadas em solo rochoso. É mais frequentemente encontrado entre 400 e 500 metros de altitude, mas varia de 250 a 1.000 metros.
A extensão estimada de ocorrência é de 117 km2 e a área de ocupação é de 20 km2.

## Conservação e ameaças
Quatro subpopulações foram registradas. A população geral e as tendências populacionais não são bem compreendidas. Acredita-se que a população do Parque Nacional Andohahela esteja bem protegida. Aqueles fora do parque estão sujeitos à perda e degradação do habitat, incluindo desmatamento para madeira e lenha, e incêndios provocados pelo homem para limpar a terra para pastagem de gado, agricultura itinerante. A espécie é avaliada como ameaçada de extinção devido ao seu pequeno alcance e habitat em declínio.